# 三交镇 (柳林县)
三交镇，是中华人民共和国山西省吕梁市柳林县下辖的一个乡镇级行政单位。

## 行政区划
三交镇下辖以下地区：
三交村、靳家山村、党家寨村、下塔村、沙坪则村、坪上村、坪头村、高家焉村、长兴村、枣凹村、康家岭村、苇园沟村、堡则则村、杨家坡村、白羊峁村、宋家垣村、厚积坡村和宋家沟村。

## 中国传统村落
三交村获评“中国传统村落”。